# Descending Angel
Pour plus de détails, voir Fiche technique et Distribution.
Descending Angel est un téléfilm dramatique américain réalisé par Jeremy Kagan, sorti en 1990.

## Synopsis
Michael (Eric Roberts) et Irina (Diane Lane) viennent de se fiancer au Québec et partent en voyage à New York. Là, Michael découvre que son futur beau-père (George C. Scott) était gardien dans un camp de concentration nazi durant la Seconde Guerre mondiale et qu'il aurait par ailleurs participé à plusieurs massacres. Ceci va causer bien des problèmes dans la relation du jeune couple, puisque Florian, le père d'Irina, tue tous ceux qui connaissent son secret. C'est ainsi qu'il a fait enfermer la mère d'Irina dans un asile de fous.

## Fiche technique
- Titre : Descending Angel
- Titre québécois : Enquête mortelle[2]
- Réalisation : Jeremy Kagan
- Scénario : Robert J. Siegel, Grace Woodard et Alan Sharp
- Production : Carol Gordon Morra, Freyda Rothstein et Robert J. Siegel
- Société de production : HBO Films
- Société de distribution : Warner Home Video
- Musique : James Newton Howard
- Photographie : Lajos Koltai
- Montage : David Holden
- Décors : Anne Pritchard
- Costumes : François Laplante
- Pays d'origine : États-Unis
- Langue originale : anglais
- Format : Couleurs - 1,33:1 - Stéréo - 35 mm[3]
- Genre : Drame, thriller
- Durée : 98 minutes
- Date de sortie : 25 novembre 1990

## Distribution
- George C. Scott : Florian Stroia
- Diane Lane : Irina Stroia
- Eric Roberts : Michael Rossi
- Mark Margolis : Bercovici
- Vyto Ruginis : Glenn
- Amy Aquino : Catherine
- Ken Jenkins : Sam Murray
- Richard Jenkins : Debaudt
- Jan Rubes : Bishop Dancu
- Aidan Devine : Agent de sécurité
- Colin Fox : Docteur
- Richard Jutras : Policier

## Critique
« Descending Angel est le Citizen Kane de la comédie romantique sur l'holocauste. […]
Ce scénario est une exploitation honteuse au propos d'une tragédie historique pour créer un film bon marché : il est désordonné et confus de bien des manières. En plus de quelques logiques douteuses, on retrouve des erreurs évidentes qu'Ed Wood n'aurait pas fait : quand Eric Roberts fait son footing matinal, c'est l'été, mais les arbres sont vides de feuilles »